# 徐凯 (马来西亚歌手)
徐凯（英語：Uriah See Khai，1995年9月15日—），毕业于马来西亚文艺复兴学院的马来西亚男歌手，代表作品有《一个人的旅程》、《其实也不想》、《Now or Never》、《无人签收的幸福》等。2014年，成为该季Astro新秀大赛冠军，同年参加TVB全球华人新秀歌唱大赛并获得冠军。2019年参加湖南卫视歌唱节目《声入人心第二季》。目前为大马华纳音乐旗下艺人。

## 音乐作品
单曲：
- 《一个人的旅程》
- 《其实也不想》
- 《Now or Never》
- 《算什么》
- 《We Are One》[3]
- 《无人签收的幸福》[4]
- 《Room Lights》
- 《不明下落》
- 《Room For Two》

专辑：
- 《prelude》

## 影视作品

### 电影
- 《败者为王》 饰演 杨坤成  （2018）
- 《这一刻，想见你》（2020）

### 电视剧
- 《兴福茶室》（2023）

## 獎項紀錄
- 2025年：MY FM 好玩盛典 - MY FM 年度Top 10 歌曲《也許在別的星空》